# Lucas Sasha
Lucas Pacheco Affini – noto come Lucas Sasha – (San Paolo, 1º marzo 1990) è un calciatore brasiliano, centrocampista del Fortaleza.

## Carriera

### Club
Inizia la sua carriera in Brasile partendo dal settore giovanile del Corinthians per poi passare nel 2009 al Barueri dove disputerà 13 partite. Giocherà anche in Italia con la maglia del Catanzaro dove però disputerà solo una partita, dopo solo un anno trascorso in Italia fa ritorno in patria in Brasile. Finalmente arriva la svolta della sua carriera nel 2012 dove fa ritorno in Europa per giocare in Bulgaria con la maglia del CSKA Sofia, dove disputerà 29 partite andando a segno per due volte. Nel 2013 si trasferisce in Israele per giocare con la maglia dell'Hapoel Tel Aviv, con cui gioca 59 partite segnando 7 goal. Nella stagione 2015-2016 fa ritorno in Bulgaria per giocare con il Ludogorec; qui Lucas disputerà buone prestazioni, a fine stagione vincerà il suo primo titolo in Bulgaria. Con il club bulgaro vince 4 campionati e una supercoppa.

## Palmarès

### Club

#### Competizioni nazionali
- Campionato bulgaro: 4

Ludogorets: 2015-2016, 2016-2017, 2017-2018, 2018-2019
- Supercoppa di Bulgaria: 1

Ludogorets: 2018

## Palmarès

### Club

#### Competizioni statali
- Campionato Cearense: 1

Fortaleza: 2023

#### Competizioni regionali
- Copa do Nordeste: 1

Fortaleza: 2024